# Matej Maglica
Matej Maglica (Slavonski Brod, Croacia, 25 de septiembre de 1998) es un futbolista croata que juega como defensa en el SV Darmstadt 98 de la 2. Bundesliga.

## Trayectoria
Canterano del club croata NK Marsonia Slavonski Brod, se trasladó a Alemania con la cantera del TSG Backnang 1919 en 2015. Fue ascendido a sus reservas y, finalmente, a su equipo senior en 2017 antes de ser transferido al SV Göppingen. Se incorporó al VfB Stuttgart II en junio de 2020, y tras una exitosa temporada de debut firmó una ampliación el 2 de abril de 2021. Debutó como profesional con el Stuttgart en una derrota por 1-0 en la Bundesliga ante el Arminia Bielefeld el 6 de noviembre.
El 3 de enero de 2022 se incorporó al F. C. St. Gallen en calidad de cedido hasta el final de la temporada. Se quedó un año más antes de regresar en junio de 2023 a Stuttgart para posteriormente ser prestado al SV Darmstadt 98.

## Estadísticas

### Clubes
Actualizado al último partido disputado el 30 de octubre de 2024.
| Club                         | Div.          | Temporada     | Liga  | Liga  | Copas nacionales | Copas nacionales | Copas internacionales | Copas internacionales | Total | Total |
| Club                         | Div.          | Temporada     | Part. | Goles | Part.            | Goles            | Part.                 | Goles                 | Part. | Goles |
| ---------------------------- | ------------- | ------------- | ----- | ----- | ---------------- | ---------------- | --------------------- | --------------------- | ----- | ----- |
| TSG Backnang 1919 · Alemania | 5.ª           | 2017-18       | 8     | 0     | 0                | 0                | ―                     | ―                     | 8     | 0     |
| TSG Backnang 1919 · Alemania | 5.ª           | 2018-19       | 18    | 2     | 0                | 0                | ―                     | ―                     | 18    | 2     |
| TSG Backnang 1919 · Alemania | Total club    | Total club    | 26    | 2     | 0                | 0                | 0                     | 0                     | 26    | 2     |
| SV Göppingen · Alemania      | 5.ª           | 2019-20       | 19    | 4     | 0                | 0                | ―                     | ―                     | 19    | 4     |
| SV Göppingen · Alemania      | Total club    | Total club    | 19    | 4     | 0                | 0                | 0                     | 0                     | 19    | 4     |
| VfB Stuttgart II · Alemania  | 4.ª           | 2020-21       | 26    | 0     | 0                | 0                | ―                     | ―                     | 26    | 0     |
| VfB Stuttgart II · Alemania  | 4.ª           | 2021-22       | 14    | 0     | 0                | 0                | ―                     | ―                     | 14    | 0     |
| VfB Stuttgart II · Alemania  | Total club    | Total club    | 40    | 0     | 0                | 0                | 0                     | 0                     | 40    | 0     |
| VfB Stuttgart · Alemania     | 1.ª           | 2021-22       | 1     | 0     | 0                | 0                | ―                     | ―                     | 1     | 0     |
| VfB Stuttgart · Alemania     | Total club    | Total club    | 1     | 0     | 0                | 0                | 0                     | 0                     | 1     | 0     |
| F. C. St. Gallen · Suiza     | 1.ª           | 2021-22       | 16    | 1     | 2                | 1                | ―                     | ―                     | 18    | 2     |
| F. C. St. Gallen · Suiza     | 1.ª           | 2022-23       | 31    | 1     | 3                | 1                | ―                     | ―                     | 34    | 2     |
| F. C. St. Gallen · Suiza     | Total club    | Total club    | 47    | 2     | 5                | 2                | 0                     | 0                     | 52    | 4     |
| SV Darmstadt 98 · Alemania   | 1.ª           | 2023-24       | 26    | 1     | 1                | 0                | —                     | —                     | 27    | 1     |
| SV Darmstadt 98 · Alemania   | 2.ª           | 2024-25       | 3     | 0     | 2                | 0                | —                     | —                     | 5     | 0     |
| SV Darmstadt 98 · Alemania   | Total club    | Total club    | 29    | 1     | 3                | 0                | 0                     | 0                     | 32    | 1     |
| Total carrera                | Total carrera | Total carrera | 162   | 9     | 8                | 2                | 0                     | 0                     | 170   | 11    |